# 용인 지하철 칼부림 사건
용인 지하철 칼부림 사건은 2023년 3월 3일 경기도 용인시 수지구 죽전동에서 칼부림이 발생한 사건이다. 